# Medalha Linneana

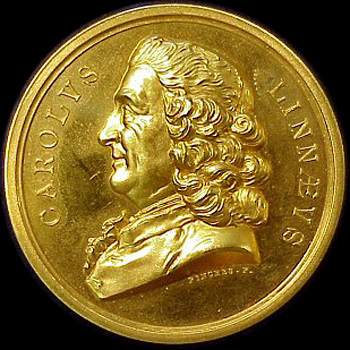
Medalha linneana

A Medalha Linneana (originariamente denominada medalha de ouro) é uma medalha de mérito atribuída a um botânico ou zoologista pela Sociedade Linneana de Londres, concedida anualmente desde 1888. Agracia alternadamente um botânico ou um zoologista. A partir de 1958 a recompensa passou a ser concedida anualmente aos dois ramos.
A medalha era de ouro até 1976, devendo-se a isto seu nome antigo de "Medalha de Ouro da Sociedade Linneanna". De uma lado está um retrato de Carolus Linnaeus com a inscrição CAROLUS LINNÆU; no outro lado da medalha está a inscriçãoSOCIETAS LINNÆANA OPTIME MERENT (antigamente estava escrito LINNÆENSI no lugar deLINNÆAN) bem como o ano de concessão e nome do cientista agraciado.

## Laureados
- 1888 - Joseph Dalton Hooker e Richard Owen
- 1889 - Alphonse Louis Pierre Pyrame de Candolle
- 1890 - Thomas Henry Huxley
- 1891 - Jean-Baptiste Édouard Bornet
- 1892 - Alfred Russel Wallace
- 1893 - Daniel Oliver
- 1894 - Ernst Haeckel
- 1895 - Ferdinand Julius Cohn
- 1896 - George James Allman
- 1897 - Jakob Georg Agardh
- 1898 - George Charles Wallich
- 1899 - John Gilbert Baker
- 1900 - Alfred Newton
- 1901 - George King
- 1902 - Albert von Kölliker
- 1903 - Mordecai Cubitt Cooke
- 1904 - Albert Carl Ludwig Gotthilf Günther
- 1905 - Eduard Adolf Strasburger
- 1906 - Alfred Merle Norman
- 1907 - Melchior Treub
- 1908 - Thomas Roscoe Rede Stebbing
- 1909 - Frederick Orpen Bower
- 1910 - Georg Sars
- 1911 - Hermann Maximilian Carl Ludwig Friedrich zu Solms-Laubach
- 1912 - Robert Cyril Layton Perkins
- 1913 - Heinrich Gustav Adolf Engler
- 1914 - Johann Adam Otto Bütschli
- 1915 - Joseph Henry Maiden
- 1916 - Frank Evers Beddard
- 1917 - Henry Brougham Guppy
- 1918 - Frederick DuCane Godman
- 1919 - Isaac Bayley Balfour
- 1920 - Ray Lankester
- 1921 - Dukinfield Henry Scott
- 1922 - Edward Bagnall Poulton
- 1923 - Thomas Frederic Cheeseman
- 1924 - William Carmichael McIntosh
- 1925 - Francis Wall Oliver
- 1926 - Edgar Johnson Allen
- 1927 - Otto Stapf
- 1928 - Edmund Beecher Wilson
- 1929 - Hugo de Vries
- 1930 - James Peter Hill
- 1931 - Karl Ritter von Goebel
- 1932 - Edwin Stephen Goodrich
- 1933 - Robert Hippolyte Chodat
- 1934 - Sir Sidney Frederick Harmer
- 1935 - David Prain
- 1936 - John Stanley Gardiner
- 1937 - Frederick Frost Blackman
- 1938 - D'Arcy Wentworth Thompson
- 1939 - Elmer Drew Merrill
- 1940 - Arthur Smith Woodward
- 1941 - Arthur George Tansley
- 1942 - Sem premiação
- 1943 - Sem premiação
- 1944 - Sem premiação
- 1945 - Sem premiação
- 1946 - William Thomas Calman e Frederick Ernest Weiss
- 1947 - Maurice Caullery
- 1948 - Agnes Arber
- 1949 - David Meredith Seares Watson
- 1950 - Henry Nicholas Ridley
- 1951 - Ole Theodor Jensen Mortensen
- 1952 - Isaac Henry Burkill
- 1953 - Patrick Alfred Buxton
- 1954 - Felix Eugen Fritsch
- 1955 - John Graham Kerr
- 1956 - William Henry Lang
- 1957 - Erik Stensiö
- 1958 - Gavin de Beer e William Bertram Turrill
- 1959 - Harold Munro Fox e Carl Johan Fredrik Skottsberg
- 1960 - Libbie Henrietta Hyman e Hugh Hamshaw Thomas
- 1961 - Edmund William Mason e Frederick Stratten Russell
- 1962 - Norman Loftus Bor e George Gaylord Simpson
- 1963 - Sidnie Milana Manton e William Harold Pearsall
- 1964 - Richard Eric Holttum e Carl Pantin
- 1965 - John Hutchinson e John Ramsbottom
- 1966 - George Stuart Carter e Harry Godwin
- 1967 - Charles Sutherland Elton e Charles Edward Hubbard
- 1968 - A. Gragan e Thomas Maxwell Harris
- 1969 - Irene Manton e Ethelwynn Trewavas
- 1970 - Edred John Henry Corner e Ernest Ingersoll White
- 1971 - Charles Russell Metcalfe e J.E. Smith
- 1972 - Arthur Roy Clapham e Alfred Sherwood Romer
- 1973 - George Ledyard Stebbins e John Zachary Young
- 1974 - E.H.W. Hennig e Josias Braun-Blanquet
- 1975 - A.S. Watt e P.M. Sheppard
- 1976 - William Thomas Stearn
- 1977 - Ernst Mayr e Thomas Gaskell Tutin
- 1978 - O.K.H. Hedberg e Thomas Stanley Westoll
- 1979 - R. McN. Alexander e Paul Westmacott Richards
- 1980 - Geoffrey Clough Ainsworth e Roy Crowson
- 1981 - Brian Laurence Burtt e Cyril Astley Clarke
- 1982 - Peter Hadland Davis e P.H. Greenwood
- 1983 - Cecil Terence Ingold e Michael James Denham White
- 1984 - John Gregory Hawkes e J.S. Kennedy
- 1985 - Arthur Cain e Jeffrey B. Harborne
- 1986 - Arthur John Cronquist e P.C.C. Garnham
- 1987 - G. Fryer e Vernon Hilton Heywood
- 1988 - J.L. Harley e Richard Southward
- 1989 - William Donald Hamilton e Sir David Smith
- 1990 - Ghillean Tolmie Prance e Florence Gwendolen Rees
- 1991 - William Gilbert Chaloner e Robert May
- 1992 - Richard Evans Schultes e Stephen Jay Gould
- 1993 - Barbara Pickersgill e L.P. Brower
- 1994 - Frank Eric Round e Alec John Jeffreys
- 1995 - Stuart Max Walters e John Maynard Smith
- 1996 - Jack Heslop-Harrison e Keith Vickerman
- 1997 - Enrico S. Coen e Rosemary Helen Lowe-McConnell
- 1998 - Mark Wayne Chase e C. Patterson
- 1999 - P.B. Tomlinson e Q. Bone
- 2000 - B. Verdcourt e M.F. Claridge
- 2001 - C.J. Humphries e D.J. Nelson
- 2002 - Sherwin Carlquist e W.J. Kennedy
- 2003 - Pieter Baas e Bryan Campbell Clarke
- 2004 - Geoffrey Allen Boxshall e John Dransfield
- 2005 - Paula Rudall e Andrew Smith
- 2006 - David J. Mabberley e Richard A. Fortey
- 2007 - Phil Cribb e Thomas Cavalier-Smith
- 2008 - Jeffrey Duckett e Stephen Donovan
- 2009 - Peter Ashton e Michael Akam
- 2010 - Dianne Edwards e Derek Yalden
- 2011: Brian Coppins e Charles Godfray
- 2012: Stephen Blackmore e Peter Holland
- 2013: Kingsley Wayne Dixon
- 2014: Niels Kristensen e Walter Lack
- 2015: Engkik Soepadmo, Claus Nielsen e Rosmarie Honegger[1]
- 2016: Sandra Diane Knapp (Botânica), Georgina Mace (Zoologia)
- 2017: Charlie Jarvis (Botânica), David Rollinson (Zoologia)
- 2018: Kamaljit Bawa, Jeremy Holloway, Sophien Kamoun
- 2019: Vicki Funk, Samuel Turvey
- 2020: Ben Sheldon, Juliet Brodie
- 2021: Mary Jane West-Eberhard (Zoologia), Shahina Ghazanfar (Botânica)